# Рухомість флюїду в пласті
Рухомість флюїду в пласті
1. Рухомість багатофазної системи – для кожної фази – відношення фазової коефіцієнта проникності даної фази до її динамічного коефіцієнта в’язкості при пластових умовах; для системи в цілому – сума рухомостей кожної фази.
2. Рухомість нафти (газу, води) – відношення коефіцієнта ефективної проникності пласта в початковий (безводний) період експлуатації до динамічного коефіцієнта в'язкості нафти (газу, води) в пластових умовах.